# (33617) Kailashraman
1999 JQ65 (asteroide 33617) é um asteroide da cintura principal. Possui uma excentricidade de 0.10656990 e uma inclinação de 4.65819º.
Este asteroide foi descoberto no dia 12 de maio de 1999 por LINEAR em Socorro.